# Paul Engelmann
Pour les articles homonymes, voir Engelmann.
Paul Engelmann, né le 14 juin 1891 à Olmütz en margraviat de Moravie (Autriche-Hongrie) et mort le 5 février 1965 à Tel-Aviv (État d'Israël), est un architecte viennois.

## Biographie

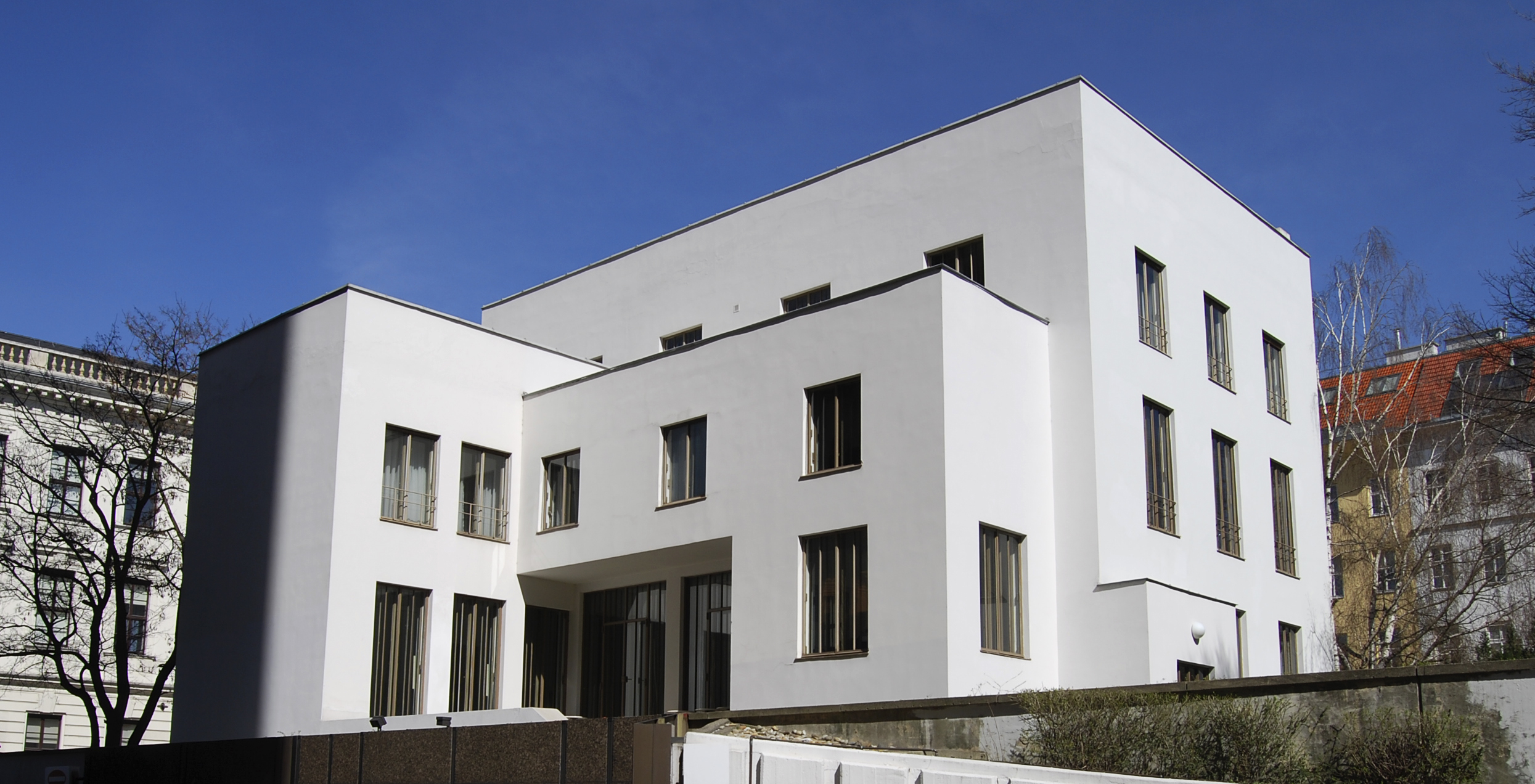
Vue de l'hôtel particulier Wittgenstein.

Engelmann naît dans une famille juive assimilée. Son frère Peter deviendra dessinateur après la guerre et sa sœur Anna, illustratrice. Il poursuit ses études secondaires au Realgymnasium d'Olmütz, puis étudie deux ans à la Technische Hochschule de Vienne. Il est élève (1912–1914), puis collaborateur d'Adolf Loos, et ensuite secrétaire particulier de Karl Kraus. Après l'effondrement de l'Empire austro-hongrois, il reçoit contre son gré la nationalité tchécoslovaque et demeure quelques années à Olmutz, puis à Vienne. Il quitte l'Autriche en 1934 et s'installe en Palestine où il poursuit son travail d'architecte et de dessinateur de mobilier. Il meurt en 1965 à Tel-Aviv-Jaffa.
Il est l'ami de Ludwig Wittgenstein avec qui il échange de 1916 à 1937 une correspondance publiée en allemand en 2006 et en français en 2010, dans un ouvrage intitulé Lettres, rencontres, souvenirs, aux éditions L'Éclat. Engelmann construit le célèbre hôtel particulier viennois de la sœur de Wittgenstein, la richissime Margarethe Stonborough, en 1926-1928. L'hôtel particulier (Haus Wittgenstein) est dessiné en collaboration avec Ludwig Wittgenstein, dans le style moderniste cubiste. Il est connu aussi pour avoir publié une anthologie de poésie germanique.